# 基思·克洛斯
小基思·米切尔·克洛斯（英語：Keith Mitchell Closs Jr.，1976年4月3日—），美国NBA联盟前职业篮球运动员。